# Велдор-Кыртаёль
Велдор-Кыртаёль — река в России, протекает в районе Вуктыл Республики Коми. Устье реки находится в 72 км по правому берегу реки Щугор. Длина реки составляет 13 км. Перед впадением в Щугор на реке расположен пятиметровый водопад. Река протекает вдали от населённых пунктов, ранее напротив устья находилась изба.

## Данные водного реестра
По данным государственного водного реестра России относится к Двинско-Печорскому бассейновому округу, водохозяйственный участок реки — Печора от водомерного поста у посёлка Шердино до впадения реки Уса, речной подбассейн реки — бассейны притоков Печоры до впадения Усы. Речной бассейн реки — Печора.
Код объекта в государственном водном реестре — 03050100212103000062552.